# Křišťálová lebka

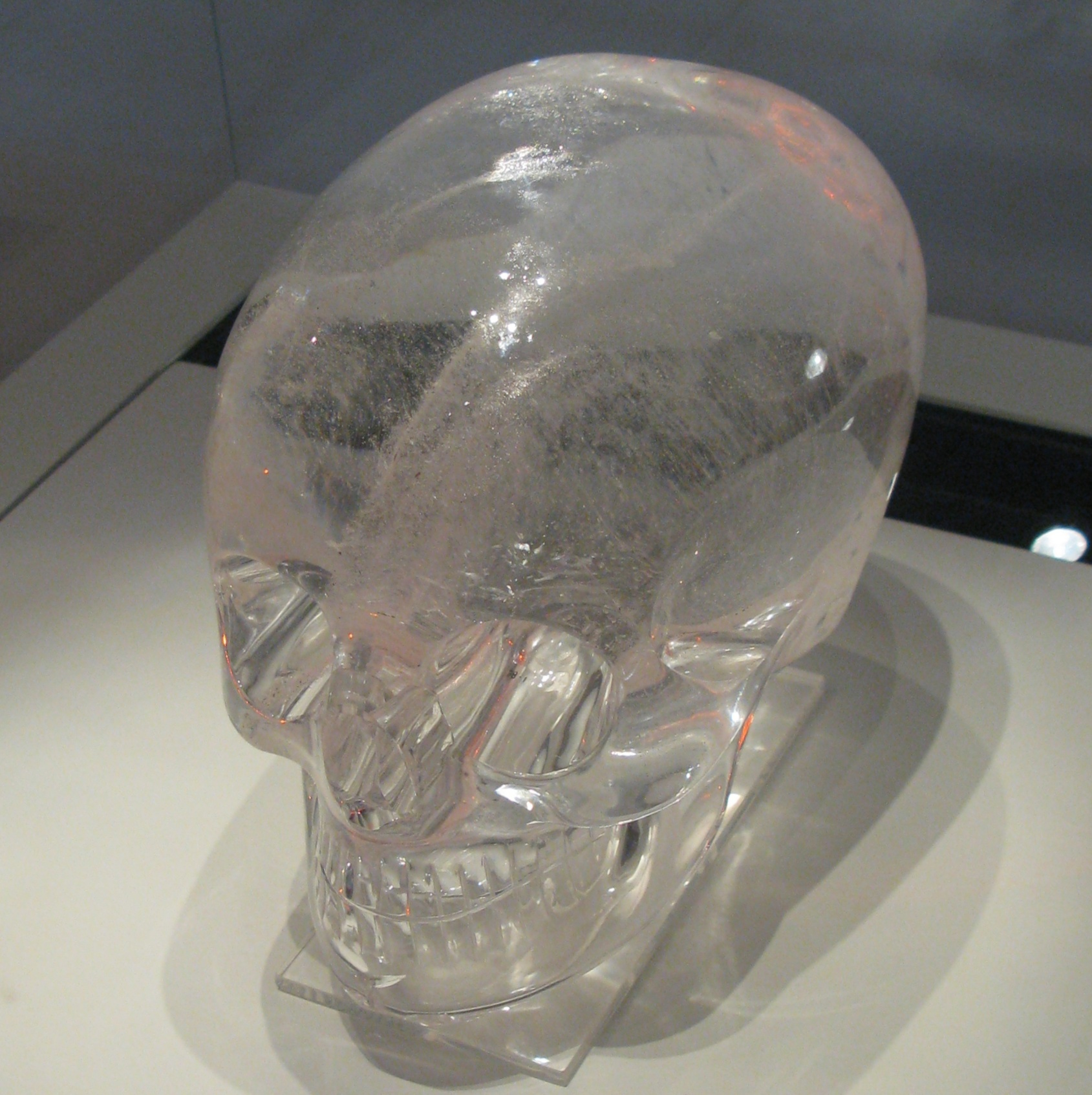
Křišťálová lebka (exemplář z Britského muzea)

Modely lidské lebky vyrobené z křišťálu, označované jako křišťálové lebky, byly od 19. století populárním předmětem sběratelství. Jejích údajní nálezci tvrdí, že jde o pozůstatky předkolumbovských civilizací Střední Ameriky, žádný z exemplářů zkoumaných vědci však nic takového nepotvrdil, naopak výsledky analýz ukazují na vznik různými obráběcími technologiemi nejdříve v druhé polovině 19. století, pravděpodobně v Evropě. Rozhodně to nebyly součásti hlav živých bytostí a lze je spíše chápat jako umělecká díla/skulptury.
Kolem křišťálových lebek existují různé legendy ohledně jejich paranormálních vlastností či původu, které pronikly i do zábavního průmyslu, například ve filmu Indiana Jones a království křišťálové lebky nebo v seriálu Hvězdná brána (epizoda Křišťálová lebka).